# Trichoglottis cirrhifera
Trichoglottis cirrhifera är en orkidéart som beskrevs av Johannes Elias Teijsmann och Simon Binnendijk. Trichoglottis cirrhifera ingår i släktet Trichoglottis och familjen orkidéer. Inga underarter finns listade i Catalogue of Life.